# Chrysozephyrus mushaellus
Chrysozephyrus mushaellus är en fjärilsart som beskrevs av Matsumura 1938. Chrysozephyrus mushaellus ingår i släktet Chrysozephyrus och familjen juvelvingar. Inga underarter finns listade i Catalogue of Life.